# شورش گاوهای نر
شورش گاوهای نر 
(به تلوگویی: Allari Bullodu) فیلمی هندی محصول سال ۲۰۰۵ و به کارگردانی کی. راگاوندرا رائو است. در این فیلم بازیگرانی همچون نیتین، تریشا، راتهی، سراب شوکلا، تلنگانا شکونتلا و کوتا سرینیواسا راو ایفای نقش کرده‌اند.